# Institución de inversión colectiva
Una Institución de Inversión Colectiva (IIC) puede definirse como una institución creada para captar, gestionar e invertir fondos, bienes o derechos del público en general.
Las inversiones realizadas por la Institución de inversión colectiva pueden ser en bienes, derechos, valores u otros instrumentos que pueden tener carácter financiero o no. El rendimiento que recibirá cada inversor suele establecerse en función de los resultados colectivos.
Las Instituciones de inversión colectiva pueden tener la forma de sociedad de inversión o de fondo de inversión dependiendo de su forma jurídica.

## Regulación

### Unión Europea
Estas instituciones se recogen a nivel europeo en la Directiva 2009/65/CE  sobre determinados organismos de inversión colectiva en valores mobiliarios (OICVM).

#### España
Las instituciones de inversión colectiva (IIC) son entidades financieras que están reguladas por la Ley estatal española 35/2003, de 4 de noviembre y por su Reglamento (Real Decreto 1309/2005, de 4 de noviembre, modificado por el Real Decreto 362/2007, de 16 de marzo).
La Orden EHA/888/2008, de 27 de marzo, sobre operaciones de las Instituciones de Inversión Colectiva de carácter financiero en instrumentos derivados y por la que se aclaran determinados conceptos del Reglamento de la Ley 35/2003, de 4 de noviembre, de Instituciones de Inversión Colectiva, aprobado por Real Decreto 1309/2005, de 4 de noviembre (en adelante, la Orden EHA 888/2008), amplía el ámbito de actuación de las IIC en lo referente a la inversión en este tipo de productos, especialmente en lo que respecta a los activos subyacentes que son considerados aptos y a la operativa en productos no negociados en mercados organizados así como en otros instrumentos financieros, incorporándose a nuestro ordenamiento jurídico la Directiva 2007/16/CE de la Comisión, de 19 de marzo de 2007, que establece, entre otros determinadas definiciones y requisitos aplicables a los activos aptos para la inversión.
La Circular 6/2010, de 21 de diciembre, de la Comisión Nacional del Mercado de Valores regula las operaciones con instrumentos derivados de las instituciones de inversión colectiva.
La Circular 1/2009 de 4 de febrero de la CNMV establece la clasificación de las Instituciones de Inversión Colectiva en quince categorías en función de su vocación inversora. La Circular 3/2011, de 9 de junio de la misma institución, que entra en vigor el 27 de agosto, aclara determinados aspectos de la anterior y computa para su clasificación tanto las inversiones al contado como en productos derivados, es decir, teniendo en cuenta su exposición total.